# Altispinax
Genre
Altispinax (« grande épine ») est un nomen dubium, on le connaît seulement à partir d’une dent. Altispinax était un grand dinosaure carnivore d’à peu près 9 mètres de long et pesant environ 2 tonnes. C'était un théropode bipède vivant au début du Crétacé (Aptien, donc de 125 à 113 millions d’années) en Angleterre.

## Étymologie
Son nom signifie « grande épine ».
Altispinax dunkeri a été nommé par le paléontologue Friedrich von Huene en 1923. 
À l'origine, les restes de ce théropode furent décrits par Dames en 1884 sous le nom de Megalosaurus dunkeri ; c'est Friedrich von Huene qui le renomma Altispinax.

## Espèces
- † Altispinax (Megalosaurus) dunkeri (Huene, 1923[2])
- † Altispinax parkeri (von Huene, 1923[2]/von Huene, 1932), synonyme junior de Metriacanthosaurus parkeri[3]
- † Altispinax oweni (Lydekker, 1889/von Huene, 1923[2]) synonyme junior de Valdoraptor oweni[3]
- † Altispinax lydekkerhueneorum (Pickering, 1994 vide Pickering, 1995)